# Francisco de Ulloa

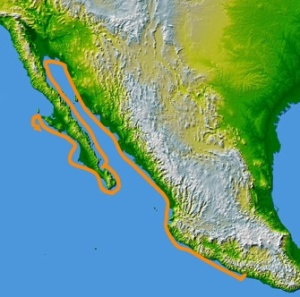
Rota da viagem de 1539 de Francisco de Ulloa partindo de (Acapulco) ao longo da costa oeste do México.

Francisco de Ulloa (m. 1540) foi um navegador espanhol que explorou a costa oeste do atual México sob as ordens de Hernán Cortés. Os relatórios de suas expedições ao longo da península da Baixa Califórnia são conhecidos por serem a causa do equívoco cartográfico do século XVII da existência da Ilha da Califórnia.
Não se sabe se Ulloa acompanhou Cortés em sua primeira expedição à Nova Espanha. Pelo relato de Bernal Díaz del Castillo, ele veio para o México mais tarde, enquanto levava cartas para Cortés de sua esposa. Segundo alguns historiadores, Ulloa foi eficaz ao ajudar a subjugar a capital asteca, Tenochtitlán pelo poder naval.
Em 1539, com os recursos privados de Cortés, ele embarcou em uma expedição de três pequenas embarcações, navegando para o norte de Acapulco para explorar a costa do Pacífico, e buscar o mítico Estreito de Anian que supostamente levou ao Golfo de São Lourenço, provando a existência da Passagem do Noroeste.
A expedição partiu em 8 de julho navegando para o norte ao longo da costa e chegando ao Golfo da Califórnia, seis semanas depois. Ulloa nomeou-o "Mar de Cortés", em honra ao seu comandante. Quando um de seus navios se perdeu em uma tempestade, Ulloa fez uma pausa para reparar os outros dois navios, e depois retomou a sua viagem em 12 de setembro, chegando à foz do Golfo.
Incapaz de encontrar o Estreito de Anian, Ulloa virou-se para o sul e navegou ao longo da costa oriental da península da Baixa Califórnia, desembarcando na Baía de La Paz. Depois de consumir todo o suprimento de madeira e água, Ulloa contornou a ponta da península com grande dificuldade e navegou para o norte ao longo da costa oeste, no Oceano Pacífico.
O avanço de seus pequenos navios foi prejudicado pelos ventos violentos e em alto mar que ele encontrou, eventualmente obrigando-o a voltar para a Nova Espanha. A viagem finalmente chegou ao paralelo 28 N, perto da Ilha Cedros.
Embora suas descobertas sustentassem o fato de que Baja California era uma península, seus relatórios foram usados para criar mapas que descrevem a Califórnia como uma ilha. De acordo com Díaz del Castillo, Ulloa foi morto a facadas por um marinheiro depois de seu retorno em 1540. De acordo com outras fontes, seu navio perdeu-se sem deixar vestígios durante a viagem de retorno da Baja California.